# 岸本周也
岸本 周也（きしもと しゅうや、6月25日 - ）は、日本の男性声優。Production GIW所属（活動休止中）。以前はエーエス企画、E-sprinGに所属していた。

## 出演作品

### ゲーム
- 陸奥一番星
- PS2、SIMPLE2000シリーズ Vol.060THE 特撮変身ヒーロー ナメデスガー役
- PS2、SIMPLE2000シリーズ Vol.088THE ミニ美女警官 ナメデスガー役
- PS2、SIMPLE2000シリーズ Vol.091THE ALL★STAR格闘祭 ナメデスガー役
- PS2、SIMPLE2000シリーズ Vol.114THE 女岡っピチ捕物帳〜お春ちゃんGOGOGO!
- インターネットオンラインゲーム・ゲームチュー
- インペリアルフォース2
- 大戦略センチュリオン
- CR大阪プロレス
- 松下電気 パナソニック TVスクエア
- リバーシ学園　西園寺涼、橘颯斗
- クイズ☆Q力試験 福井雅輝
- 新・五目ならべ 福井雅輝、羽田名人
- TVスクエア CM音声
- ゾンビヴァイタル〜迷宮の経営者 Deluxe～
- 守護霊と剣聖
- キャッスルマスター
- KILLZVALD〜最後の人間〜（月人カルキノス）
- カルネージハート エクサ（ウィリアム、ムービーナレーション）
- 絶対ヒーロー改造計画（絶対勝利マケレンノジャーのテーマ・スーパーロボットバージョン　歌1曲）
- エスプガルーダII（アゲハ）
- ヴァジアルサーガDeluxeボイスドラマ（テイカク神王）
- KILLZVALD -SpecialPac1-ボイスドラマ（カルキノス）
- アガレスト戦記（（第三世代主人公）トーマ）
- スーパーエアーコンバット4：ウィック
- GIEEVAL（ギィーヴァル）〜畜民新世界〜（OPナレーション）[2]

### アニメ
- サクラ大戦
- KND ハチャメチャ大作戦（ウィンザー、ナンバー274）

### ラジオドラマ
- 勇者刑事ジェイザード（中山）
- 命の鑑定人（吉良陽助）

### 吹き替え
- スモーキン・エース/暗殺者がいっぱい
- ダラス
- キーナン&ケル
- シナリオライターは君だ!
- F・B・EYE
- 炎の英雄 シャープ（ベン・パーキンス）
- シティ・オブ・ゴッド（エスペト）
- エバーウッド遥かなるコロラドシーズン2（トミー・キャラハン）
- CSIマイアミ　シーズン6
- ゴースト 〜天国からのささやき シーズン2
- One Tree Hill　第3シーズン
- ゴースト 〜天国からのささやき　シーズン3
- BONES　シーズン4
- ゴースト 〜天国からのささやき　シーズン5
- SPEER&HITLER
- 弓
- スモーキン・エース/暗殺者がいっぱい
- BOA（英語版）
- ジュラシック・レイク
- スーサイド・マーダー
- 検屍官アイ・オブ・ザ・デッド
- エイリアンノイド
- 幻影師アイゼンハイム
- キングソロモン呪われし秘宝
- カンフー・キングダム　エピソード1　王国の存亡
- カンフー・キングダム　エピソード2
- Nakedマンハンティング
- 呪怨 パンデミック（マイケル）
- プラダを着た悪魔
- ブルーサンダー（リチャード・ライマングッド巡査）
- ヒストリーチャンネル　迷宮事件ファイル
- ヒストリーチャンネル　バイオグラフィー「ショーン・ペン」ティム・ロビンス、チャーリー・シーン
- ヒストリーチャンネル　失われた世界の謎　LOSTWORLDS
- ヒストリーチャンネル　現代の驚異
- 旅チャンネル　カルチャーショック
- ディスカバリーチャンネル　逃亡犯の告白 懲りない男

### ナレーション
- チャンネル759
- シェフ・ド・フランス　圧力鍋
- アクサ生命
- パイオニア　スピーカー&ヘッドホン（SE－DIR2000C　SE－DIR800C II）
- ヒストリーチャンネル・サハラの神秘　(前・後)　メインナレーション
- CFdesign
- 貝印　匠創トング、匠創レギュラーピーラー、匠創マルチブレンダー、匠創コンパクト調理器
- Real Sleeper
- Pブレスト確変研究所
- ジャンボ総本店
- 伊豫部健DVD　岸釣りBOMB! 〜フォロミーバスフィッシング〜
- TOKYO MX TV 「バンドサミット2008」番組ナレーション
- タイラック70
- ネットエンジン制作プラン
- 薬用リョウガ
- 平成22年度　大宮八幡宮・武技奉納　ナレーション
- PSP カルネージハートエクサ」ムービーナレーション
- 映画エスペラント PVナレーション
- CM マースエンジニアリング
- CM シーズガーデン甲府宝
- あすなろ予備校
- 清水建設